# Sternotomis mimica
Sternotomis mimica är en skalbaggsart som beskrevs av Stefan von Breuning 1935. Sternotomis mimica ingår i släktet Sternotomis och familjen långhorningar. Inga underarter finns listade i Catalogue of Life.